# Jean-Victor Schnetz

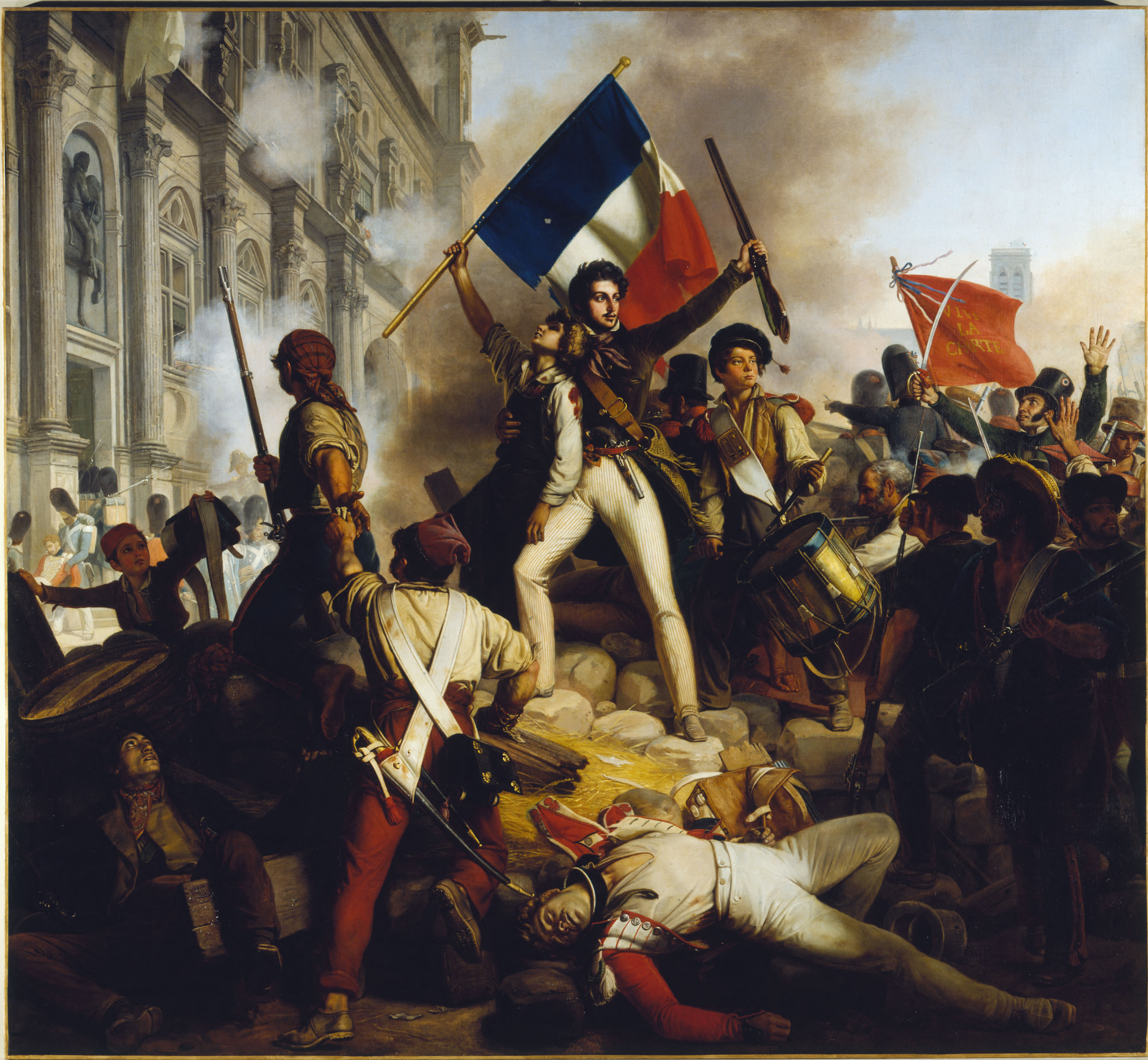
Combate frente al Hotel de la Ciudad de París el 28 de julio de 1830. Lienzo al óleo de Schnetz, Museo del Petit-Palais.

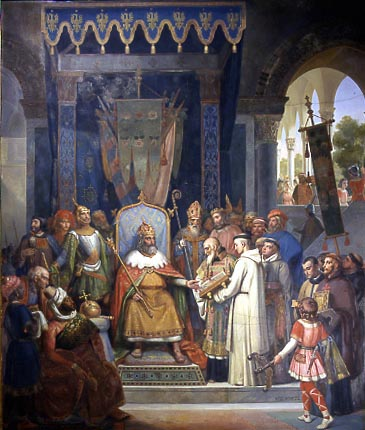
Carlomagno, rodeado de sus principales colaboradores, recibe a Alcuino de York que le presenta los manuscritos escritos por sus monjes.

Jean-Victor Schnetz fue un pintor francés nacido en Versalles el 14 de abril de 1787 y fallecido el 15 de marzo de 1870 en París.

## Biografía
Alumno de David, amigo de Géricault, Jean-Victor Schnetz compartió su vida entre Francia e Italia, la que había descubierto en su juventud y de la que se había enamorado. Tuvo una brillante carrera: elegido en 1837 por la Academia de Bellas Artes para suceder a Ingres como director de la Academia Francesa en Roma que conservó hasta 1846. Posteriormente volvió a tomar este puesto entre 1853 y 1866.
Supo conquistar la gloria en la batalla eterna entre "clásicos" y "románticos" inventando un medio para lograr el equilibrio, consistiendo en tratar de manera clásica sujetos pintorescos tirados, de la vida diaria de los campesinos y los bandoleros italianos.

## Algunas obras
- Deux jeunes filles se baignant dans le lac de Nemi, París, Museo del Louvre.
- Combat devant l'Hôtel de Ville de Paris le 28 juillet 1830, París, Museo del Petit-Palais.